# Naše násilí a vaše násilí
Naše násilí a vaše násilí (chorvatsky Naše nasilje i vaše nasilje), někdy také Naše násilí, vaše násilí, je kontroverzní divadelní hra chorvatského režiséra Olivera Frljiče.
26. května roku 2018 byla v Česku hra představena divadelním souborem Mladinsko Gledališče na festivalu Divadelní svět Brno 2018 a vyvolala jak demonstrace křesťanských i jiných aktivistů před budovou, tak fyzické narušení průběhu hry skupinou tzv. Slušných lidí.
Kvůli uvedení této hry i hry Prokletí od stejného režiséra podal 11. července 2018 pražský arcibiskup Dominik Duka spolu s advokátem Ronaldem Němcem žalobu na brněnské Centrum experimentálního divadla, neboť se měly hrubě dotknout jejich práv jako věřících.